# Коммунистическая партия Лесото
Коммунисти́ческая па́ртия Лесо́то (КПЛ; сесото: Mokhatio oa Makomonisi a Lesotho, англ. The Communist Party of Lesotho) — коммунистическая партия в Лесото.
Основы КПЛ были заложены в ноябре 1961. Учредительный съезд партии состоялся 5 мая 1962. На съезде была принята программа, в которой сказано о том, что КПЛ является «партией рабочих и крестьян, ставящей целью создание Социалистической Республики Лесото», и устав партии. Генеральным секретарём был избран Джон Мотлохелоа.
Первоочередной задачей партии было объявлено создание Фронта демократических сил для борьбы против неоколониализма, за социальный прогресс и экономическую независимость Лесото, проведение аграрной реформы.
Печатным органом стал журнал «Мажаммохо».
В феврале 1970 КПЛ была запрещена, ряд её руководителей (в том числе генеральный секретарь Джэкоб Мхафиси Кена и председатель Роберт Матжи) подверглись арестам. Партия перешла на нелегальное положение.
После переворота 1986 лидер КПЛ Сефали Малефане стал министром в правительстве генерал-майора Дж. Лекханьи. КПЛ вышла из подполья только в 1991. До этого она действовала в Объдинённом отечественном фронте, который был преобразован в более умеренно левый Народный фронт за демократию.
После падения режима апартеида в Южно-Африканской Республике КПЛ выступала за союз Лесото и ЮАР.
До 1997 выпускала газету «Мафубе».